# Danuta Anna
Danuta Anna (ur. ok. 1358, zm. zap. 26 listopada 1424) – córka księcia litewskiego Kiejstuta i Biruty, księżna jędrzejowska.

## Życiorys
Najprawdopodobniej w 1373 poślubiła księcia mazowieckiego Janusza. Fakt zawarcia związku małżeńskiego poprzedził chrzest księżniczki litewskiej, której ojcem chrzestnym został Krzyżak Günter von Hohenstein. Najprawdopodobniej księżniczkę ochrzczono jeszcze podczas jej pobytu na Litwie. Małżeństwo Janusza i Danuty Anny przeszło do historii jako najdłużej trwające małżeństwo w dynastii piastowskiej. Wniosła w 1382 roku w wianie księciu Januszowi grody w Drohiczynie, Mielniku i Brześciu wraz z okolicznymi ziemiami. 
Księżna mazowiecka miała z Januszem troje lub czworo dzieci:
- nieznaną z imienia córkę (Olgę?) (ur. 1373-1376, zm. po 1401) – w 1388 poślubiła hospodara mołdawskiego Piotra I Muszatowicza, a po jego śmierci możnowładcę mołdawskiego Wilczę[1],
- Janusza (ur. przed 1383, zm. 1422),
- Bolesława (ur. przed 1386, zm. 1420-1425),
- Konrada (ur. przed 1400, zm. przed 1429).

W dawnej historiografii uznawano, iż Danuta Anna przeżyła swojego męża i na podstawie zapiski z Kalendarza płockiego datowano jej zgon na 25 maja 1448. Obecnie przypuszcza się, iż zapiska ta zawiera pomyłkę w dacie rocznej i dotyczy synowej księżnej, zmarłej w 1458 Anny Fiodorówny. Księżna Danuta Anna zmarła między 17 października 1422, a 20 grudnia 1425, zapewne 26 listopada 1424. Została najprawdopodobniej pochowana w kolegiacie św. Jana Chrzciciela w Starej Warszawie. 
Opisana jako księżna Anna Danuta w Krzyżakach Sienkiewicza, gdzie była opiekunką Danusi Jurandówny. W filmie nakręconym w 1960 r. na podstawie powieści w jej postać wcieliła się Lucyna Winnicka.